# Sancho aragóniai király
Sancho Ramírez (1042 vagy 1043 – 1094. június 4.) aragóniai király 1063-tól, navarrai király V. Sancho néven 1076-tól haláláig.
I. Ramiro fiaként született, és édesapja halála után lépett a trónra.
1076-ban, IV. Sancho navarrai király meggyilkolása után – a navarraiak beleegyezésével – lett Navarra királya is, amivel megakadályozta, hogy VI. Alfonz kasztíliai király a birodalmához csatolja az országot. A Pápai állam Sancho uralkodása alatt három nemzetközi keresztes hadjáratot is hirdetett a spanyolországi mórok ellen (1063, 1073, 1087). Ezek ugyan sikertelenek voltak, de Sancho országának több területét is visszahódította a móroktól – elsősorban Huesca és Monzón környékén –, és uralkodása utolsó időszakában Aragónia terjeszkedni kezdett a Földközi-tenger partvidéke felé. Sancho 1089-ben a Szentszék védelme alá helyezte királyságát. 1094-ben, Huesca ostrománál szerzett sebeibe halt bele. Utóda fia, I. Péter lett.